# André Syrota
Pour les articles homonymes, voir Syrota.
André Syrota, né le 21 avril 1946, est un biophysicien et médecin français spécialiste en médecine nucléaire. Il a été nommé le 12 octobre 2007 directeur général de l'Inserm puis président-directeur général en 2009. Yves Lévy lui a succédé en juin 2014.

## Biographie
André Syrota est le frère cadet de Jean Syrota, né en 1937 et futur dirigeant de l'industrie nucléaire française. Il étudie en classes préparatoires au lycée du Raincy.
En 1975, André Syrota devient interne des Hôpitaux de Paris et obtient un doctorat en biophysique à l'université Paris-Descartes en 1978, puis il se spécialise en médecine nucléaire et devient praticien hospitalier à l'université Paris-Sud en 1979. Il est nommé chef du service hospitalier Frédéric-Joliot du CEA à Orsay en 1984, puis directeur des Sciences du vivant du CEA de 1993 à 2007.
Le 12 octobre 2007, il est nommé par le gouvernement directeur général de l'Inserm en remplacement de Christian Bréchot, démissionnaire. Sa nomination à la tête de l'Inserm a pour objectif final de regrouper les différents instituts français de la recherche biomédicale (dont les départements des sciences de la vie du CNRS, du CEA, et l'Inserm) en un seul organisme sur le modèle des National Institutes of Health américains ; ce projet n'aboutit pas. En mars 2009, il devient président-directeur général de l'institut et participe à la création d'une Alliance thématique de recherche, l'Alliance nationale pour les sciences de la vie et de la santé ou Aviesan (dont il est le président) chargée de la coordination des politiques de recherche dans ce domaine et d'un rapprochement avec les industries françaises de la santé. D'octobre 2011 à 2013, il devient vice-président de l'association Science Europe (présidée par Paul Boyle) regroupant une cinquantaine d'agences nationales de financement de la recherche issues de 23 pays européens. Il est reconduit à la tête de l'Inserm le 27 février 2013 sur proposition de la ministre Geneviève Fioraso.
À la fin de son mandat à l'Inserm, il devient conseiller de l'Administrateur Général du Cea.
Il assure depuis 2019 la présidence du « Board of Directors » de l’infrastructure de recherche européenne EBrains qui coordonne le premier flagship lancé par l’Union Européenne « Human Brain Project ». Il assure également la présidence du « stakeholder board » de HBP où Il représente les partenaires français, organismes et universités, impliqués dans le projet (neurosciences, sciences cognitives, clinique, informatique, neurorobotique, neuromorphic computing, modélisation, simulation, calcul haute performance). EBrains a été inscrit sur la feuille de route d'ESFRI (European Strategy Forum for Research Infrastructures). La France est le pays coordinateur et le Cea est membre fondateur de l'association européenne de droit belge qui abrite Ebrains.
Il est également actuellement président de l’Institut Universitaire du Cancer de Toulouse, du conseil d’administration du centre d’études du polymorphisme humain (CEPH) à Paris et du Cermep (centre de recherche médicale sur l’imagerie) à Lyon. Il est membre du CA de Cyceron (Caen). Il a présidé jusqu’en 2018 le conseil d’administration du centre de recherche translationnelle franco-allemand, Ksilink, à Strasbourg.

## Apports scientifiques
André Syrota est un spécialiste de la médecine nucléaire, et notamment des méthodes d'imagerie non invasive chez l'homme comme la tomographie par émission de positons ou TEP. Son travail a notamment porté sur la caractérisation des récepteurs des neurotransmetteurs dans le cerveau (dopaminergiques, benzodiazépines) et dans le cœur de façon atraumatique par TEP. Ses équipes ont également quantifié la densité et l'affinité des récepteurs cardiaques, en particulier des récepteurs muscariniques et bêta-adrénergiques chez le volontaire sain et au cours de l'insuffisance cardiaque,,,,,,,,.

## Distinctions

### Honneurs
- Élu membre de l'Académie des technologies en 2013.

### Décorations
- Officier de la Légion d'honneur (2008[21], chevalier en 1998[22])
- Grand officier de l'ordre national du Mérite (2017[23], chevalier en 1995[24], officier en 2003[25], commandeur en 2013[26])